# Karosa B 731

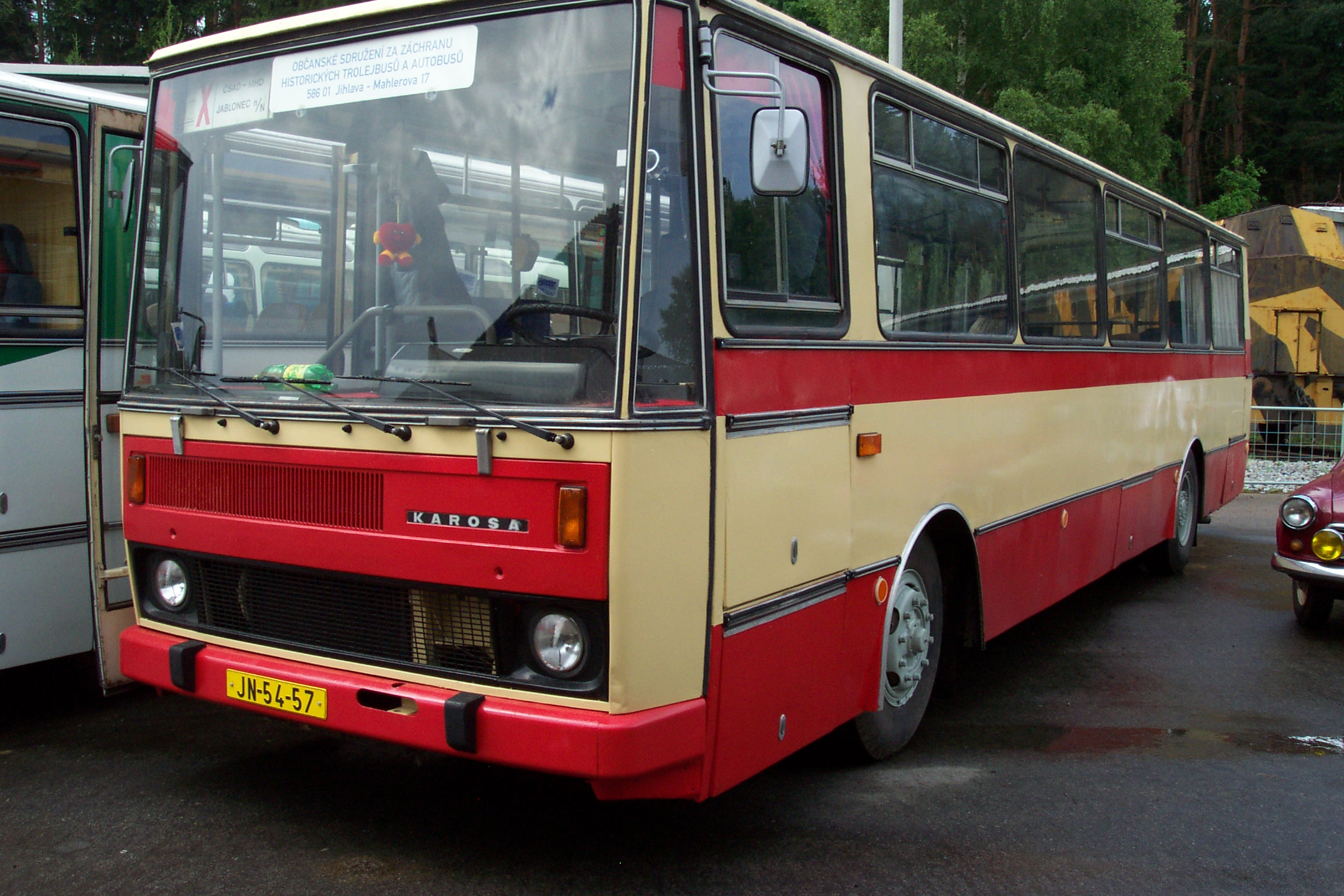
Historický autobus B 731 původem z ČSAD Jindřichův Hradec

Karosa B 731 je model městského autobusu, který vyráběla společnost Karosa Vysoké Mýto v letech 1981–1996, první prototypy vznikly v roce 1974. Jde o nástupce úspěšného autobusu Karosa ŠM 11, jehož výroba byla ukončena v roce 1981.

## Konstrukce
Vůz B 731 je odvozen ze základního modelu karosácké řady 700, linkového autobusu C 734. Jedná se o dvounápravový autobus s hranatou, polosamonosnou karoserií panelové konstrukce. Změněno bylo umístění motoru, který byl přesunut za zadní nápravu do zadního panelu. Přední náprava pochází od podniku LIAZ, zadní (hnací) původně vyráběla maďarská firma Rába. Vozy B 731 mají automatickou převodovku (což je jediná odlišnost oproti typu B 732) a zpočátku měly také atmosférický motor. V pravé bočnici karoserie se nacházejí troje dvoukřídlé výklopné dveře (přední jsou užší než zbývající). Sedačky pro cestující jsou umístěny 1+2, nad nápravami 2+2.
Typ B 731 (stejně jako celá řada 700) prodělal během své dlouhé výroby mnoho změn a úprav. Mezi nejvýraznější patřila náhrada hlučné zadní nápravy Rába za jinou, která již neprodukovala tolik hluku, změna zavěšení motoru a změna umístění alternátoru, pozdější použití několika typů motorů LIAZ, zprvu nepřeplňovaných, později i přeplňovaných. V novějších vozech také byla použita automatická převodovka Voith (zřejmě od 1991) namísto výrobku značky Praga. Začaly se montovat i katalyzátory výfukových plynů EKOS a na přelomu let 1993 a 1994 se do vozů začal montovat i mezichladič plnicího vzduchu (kvůli splnění emisní normy Euro1), což vedlo i k úpravám karoserie – za třetími dveřmi vznikla nasávací mříž. V posledních vozech z roku 1995 se objevil i motor Renault. Těchto vozů bylo pod označením B 731.1659 vyrobeno pouze 50 kusů. Vlivem nabízeného sortimentu převodovek s retardérem k motorům LIAZ byly vozy B 731 od roku 1994 vyráběny i s prodlouženou zádí (zcela první vůz s velmi podobnou zádí byl vyroben již v roce 1992, jednalo se o prototyp B17). Týkalo se to např. typů B 731.1667 a B 731.1669 s motory LIAZ a převodovkou Voith s vestavěným retardérem. Toto zadní čelo je totožné se zádí řady 900.

## Výroba a provoz
První funkční vzorek městského autobusu nového typu B 731 (označený jako B1) vyrobila Karosa v roce 1974. Od pozdějších vozů se částečně odlišoval, sešrotován byl v roce 1976. Tentýž rok byly vyrobeny dva prototypy (B2 a B3), následující rok i prototyp třetí (B4). Sériová výroba byla zahájena až v roce 1982, kdy bylo vyrobeno celkem 838 autobusů B 731 (včetně 35 kusů pro export do Vietnamu). Poslední vozy B 731 byly vyrobeny roku 1996, kdy byl typ B 731 nahrazen autobusy B 931. Brány Karosy opustilo celkem 4 909 vozů B 731. Několik desítek z nich ve starším provedení s převodovkou Praga 2M70 bylo zejména v 90. letech přestavěno na typ B 732 s mechanickou převodovkou.
Autobusy B 731 jezdily na linkách MHD snad ve všech městech bývalého Československa. U pražského dopravního podniku poslední vozy dojezdily 12. září 2014. V Brně byly poslední dva vozy (ev. č. 7413 a 7414) vypraveny 27. března 2015.  Během roku 2015 skončil provoz autobusů B 731 i u DP měst Mostu a Litvínova. Poslední vůz B 731 u soukromého pražského dopravce Jaroslav Štěpánek (ev. č. 1037), který v roce 2010 při generální opravě prošel výraznými úpravami do podoby novějšího typu B 931, byl odstaven v prosinci 2015. Českobudějovický vůz ev. č. 269, který byl původně vyroben v roce 1990 jako typ B 731.1653, dojezdil v květnu 2018 již v podobě B 732 s manuální převodovkou.

### Podtypy
- Karosa B 731.00 – motor Liaz, převodovka Praga
- Karosa B 731.04 – motor Liaz, převodovka Praga
- Karosa B 731.20 – motor Liaz, převodovka Praga
- Karosa B 731.40 – motor Liaz, převodovka Praga
- Karosa B 731.1653 – motor Liaz, převodovka Praga
- Karosa B 731.1657 – motor Liaz, převodovka ZF
- Karosa B 731.1659 – motor Renault, převodovka ZF
- Karosa B 731.1663 – motor Liaz, převodovka Voith
- Karosa B 731.1667 – motor Liaz, převodovka Voith, prodloužená záď
- Karosa B 731.1669 – motor Liaz, převodovka Voith, prodloužená záď

## Historické vozy
- DP Ostrava (vůz B 731.04 ev. č. 6160) r.v. 1986
- DP Praha (vůz B 731.04 ev. č. 3709) r.v. 1985
- PMDP Plzeň (vůz B 731.04 ev. č. 348) r.v. 1986
- DP Bratislava (1 vůz B 731.04, dříve KHA Bratislava a SAD Nové Zámky)

Soukromé sbírky:
- občanské sdružení Za záchranu historických autobusů a trolejbusů Jihlava (5 vozů, z toho jeden jihlavský ev. č. 301 přestavěný na B 732 a jeden ex pardubický B 731.00 ev. č. 18)
- ŠKODA-BUS klub Plzeň (plzeňský vůz 385, r.v. 1988)
- MHDT o.s. (pražský vůz ev. č. 7227, mostecko-litvínovský vůz ev. č. 191 a vůz ČSAD Střední Čechy ev. č. 8027 přestavěný na B 732)
- soukromý sběratel (1 vůz ev. č. 270, ex DP České Budějovice)
- soukromý sběratel (vůz B 731.04 ex DP Praha ev. č. 2819)
- soukromý sběratel (vůz B 731.1653 ex PMDP ev. č. 403)
- soukromý sběratel (prešovský vůz ev. č. 313)
- soukromý sběratel (ex. DSZO ev.č. 655; přestavěn na B 732)